# Tindalos Interactive
Tindalos Interactive est un studio français indépendant de développement de jeux vidéo. Fondé en 2010 par Romain Clavier et Aurélien Josse, le studio a établi un partenariat avec un Focus Home Interactive.

## Historique
Créée en 2010 par Romain Clavier et Aurélien Josse, Tindalos Interactive est un studio français de développement de jeu vidéo dont le siège social se situe à Paris.
Son premier titre Stellar Impact édité par HeadUp Games et paru le 12 avril 2012 est le produit d'une passion de ses créateurs pour les jeux de plateau et pour la science-fiction. Stellar Impact est un jeu de Stratégie en temps réel sur PC qui allie Action avec certaines mécaniques qu'on retrouve dans les MOBA.  
En 2013, le studio travaille sur la série animée Foot 2 rue extrême et s'occupe du Rendering, du Lightning et d'une partie du Compositing.  
Tindalos s'attaque ensuite à son second titre et développe Etherium qui est édité par Focus Home Interactive le 25 mars 2015.  
Le partenariat avec Focus Home Interactive s'est avéré bénéfique : l'expertise de Tindalos dans la réalisation des jeux de stratégies et sa passion pour les produits Games Workshop lui permettent d’accéder à la licence Battlefleet Gothic et de l'adapter sur PC. C'est le 21 avril 2016 que Battlefleet Gothic: Armada voit le jour : le jeu est une réussite et se vend en nombreux exemplaires, figurant ainsi dans les 100 jeux vidéo les mieux vendus sur Steam en 2016. En 2019, le studio sort la suite du jeu : Battlefleet Gothic: Armada 2.

## Ludographie
- 2011 : Stellar Impact
- 2015 : Etherium
- 2016 : Battlefleet Gothic: Armada
- 2016 : Bunker Constructor
- 2019 : Battlefleet Gothic: Armada 2
- 2023 : Aliens: Dark Descent

## Récompenses
- 2016 : Nomination au Ping Awards du Meilleur jeu PC/Mac pour Battlefleet Gothic: Armada[4].